# Doxing

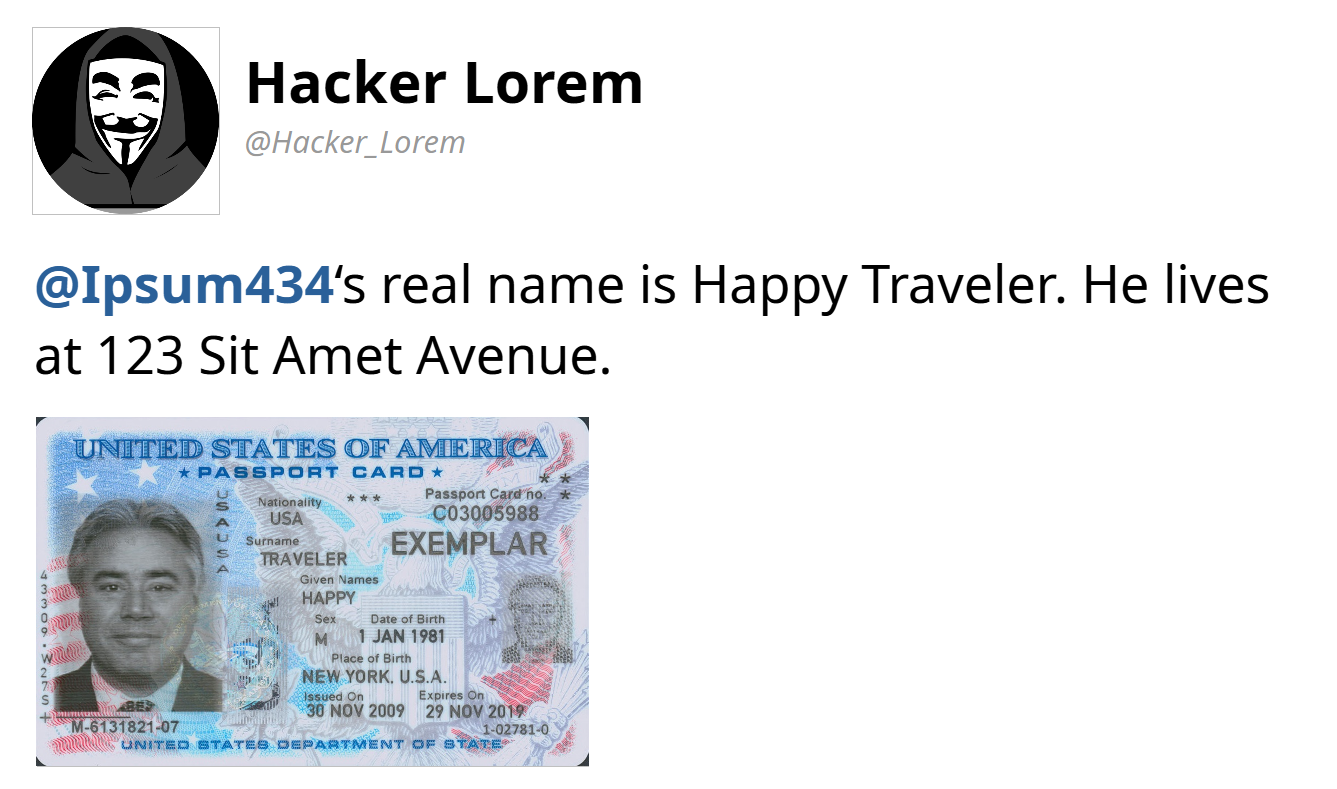
Fiktivní příklad doxingového příspěvku na sociálních sítích. V tomto případě se zobrazí osobní jméno a adresa oběti.

Doxing (psáno také jako doxxing) je praktika, kdy útočníci úmyslně zveřejňují, obvykle online, osobní údaje jednotlivců nebo organizací bez jejich vědomí s cílem je odhalit nebo ztrapnit a zastrašit.
Termín „dox“ je odvozen ze slangu „dropping dox“, staré taktiky pomsty, která se objevila v hackerské kultuře devadesátých let. Pojem spojuje slova „dropping“ a „documents“ tedy označení pro zveřejnění souborů, které obsahují osobní údaje oběti.

## Typy doxingu
Australský filozof David M. Douglas popsal tři typy doxingu: deanonymizační doxing, cílený doxing a delegitimizační doxing.
Deanonymizační doxing uvádí identitu jednotlivce, který byl zcela anonymní nebo používal pseudonym. Zveřejní identity může, ale nemusí být záměrně škodlivé a lze jej považovat i za veřejný zájem. Například odhalení křestního jména populárního zpěváka známého pod pseudonymem.
Cílený doxing uvádí konkrétní osobní a pracovní adresu oběti. Kromě toho může pachatel také zveřejnit telefonní čísla oběti, e-mailové adresy a účty na sociálních sítích. Děje se tak s cílem oběť úmyslně poškodit i případným obtěžováním čtenářů příspěvku pachatele.
Delegitimizační doxing odhaluje více osobních informací, které mohou být použity k zničení pověsti, charakteru nebo důvěryhodnosti oběti s úmyslem zahanbit ji a ponížit.

## Základní techniky doxingu
Doxing využívá primitivních i složitých technik, jak získat informace.
- Sociální sítě – dochází k tzv. scraping informací. Doxer shromáždí osobní informace z veřejných profilů, příspěvků a obrázků. K taktice patří i sledování aktivity skrz sociální sítě, chaty, nebo např. geotagging.
- Využívání již zveřejněných informací z předchozích doxů nebo dark webu
- Sociální inženýrství – oklamání lidí, aby informace poskytli sami (např. phishing)
- Prohledávání veřejných databází (např. soudní dokumenty)
- Identifikace polohy pomocí IP adresy a její sledování
- Hackování – získání informací za pomoci hackování či malwaru
- Častá je i spolupráce více lidí (collaborative doxing) a vznik skupin a stránek pro sdílení získaných informací.[9][10][11]

## Ochrana proti doxingu

### Ochrana IP adresy
Jedním ze způsobů ochrany je využívání tzv. proxy serverů. Proxy server schovává IP adresu tím, že funguje jako prostředník mezi klientem a cílovým počítačem – překládá klientské požadavky a vůči cílovému počítači vystupuje sám jako klient. Přijatou odpověď následně odesílá zpět klientovi. Dalším způsobem ochrany dat je síť VPN (virtual private network, česky virtuální privátní síť). Veškerý síťový provoz je šifrován. Zařízení připojené na síť VPN se chová, jako by bylo připojené v uzavřené privátní síti.

### Kontrola sdílení informací a sociální sítě
Na první místě ze způsobů, jak si ochránit osobní informace, je vyhnout se jejich nadměrnému sdílení (např. na sociálních sítích). Pro ochranu vašeho legálního jména využívá internet anonymních pseudonymů - při komunikaci nesdílejte své pravé jméno. Mezi podobné informace (sdílet jen s rozmyslem) patří například: datum narození, město bydliště, škola nebo pracoviště, pravá jména z vašeho okolí. Mezi informace, které nikde nezveřejňujte patří: čísla bankovních účtů či kreditních a debetních karet, rodné číslo, číslo pojišťovny, domovní adresa, číslo občanského či řidičského průkazu.
Při zakládání účtů na sociálních sítích využívejte složitých a originálních hesel (je potřeba nevyužít hesel z jiných stránek a neopakovat je), nejlépe se vyhněte nejčastěji využívaným heslům. Pokud máte tu možnost, využívejte rozdílné emaily a pseudonymy mezi stránkami (skrz přezdívky se dají dohledat veškeré účty napříč internetem). Zdali se nejedená o součást vaší značky, vyhněte se opakování informací. Veškeré profily, které již nevyužíváte, vymažte.

### Chování na internetu
Jeden z hlavních důvodů doxingu je pomsta. Pomstě se dá vyhnout pomocí dodržování nastavených pravidel, vyhýbání se obzvlášť agresivnímu či nepřátelskému chování, netrollovat. Anonymita internetu není omluvou pro agresivitu či nezdvořilost.

## Legalita
Doxing sám o sobě není nelegální, protože ve většině států neexistují žádné specifické zákony vztahující se přímo na doxing. Legalita doxingu se tedy určuje individuálně. Shromažďování a zveřejňování veřejně přístupných informací není nezákonné, ale například krádež identity, kyberšikana, swatting, phising, podněcování k násilí a vyhrožování, už jsou trestné činy, za které mohou být doxeři obviněni a odsouzeni.

### Šíření osobních informací
Získané osobní informace se zveřejňují na sociálních sítích nebo webech, ale existují i necenzurované webové stránky, na kterých se šíří i za úplatu prakticky cokoli, například weby Darkweb a  Doxbin. Na těchto webových stránkách se nejčastěji pohybují hackeři, nebo organizované skupiny hackerů jako například skupina Lapsus$, která v roce 2022 provedla 10 útoků na velké globální společnosti jako třeba Minecrosoft, Samsung, Uber a další. Hacker, který se naboural do společnosti Rockstar Games a byl ve spojení se skupinou Lapsus$, zveřejnil v roce 2023 mimo jiné i zdrojový kód hry Grand Theft Auto V.